# Snakehips
Snakehips — британская электронная группа, состоящая из исполнителей Оливера Ли и Джеймса Картера. Группа делала ремиксы на песни разных исполнителей и групп таких как Banks, The Weeknd, Bondax, Wild Belle. Они стали наиболее известными за их сингл «All My Friends» вышедший в 2015 году.

## История группы
Оливера Ли получил образование в школе скиннеров в Танбридж-Уэллсе. Ли начал заниматься музыкой очень рано, в конце 2000-х он научился играть на клавишных и на барабанах. Группа была в Гонконге летом 2012 года, через некоторое время они начали готовить другой проект. Участники группы встретились для обсуждения их музыки. Картер и Ли гастролировали в Лондон, для работы в студии. После удачного сотрудничества с Джейн и Джеффом Кошелем, музыканты решили назвать группу Snakehips.

## 2014-наше время
Группа выпустила свой дебютный сингл «Days with You» в августе 2014. Песня записана с участием британской певицы Синеады Харнетт. В марте 2015 году группа выпускает EP альбом с названием «Forever, Pt. II». В октябре 2015 они выпускают свой дебютный сингл «All My Friends». Песня записана с участием американской певицы Tinashe и американским рэпером Chance the Rapper.

## Дискография

### Альбомы
| Название        | Выпущен                                                               |
| --------------- | --------------------------------------------------------------------- |
| Forever, Pt. II | - Выпущен:10 марта 2015 - Лейбл: Sony - Формат:Цифровая дистрибуция   |
| Money On Me     | - Выпущен:15 апрель 2016 - Лейбл: Sony - Формат: Цифровая дистрибуция |

### Синглы
| «Days with You» (с участием Sinéad Harnett)                  | 2014 | —  | —  | —  | —  | —  |                                                                      | Non-album single |
| «All My Friends» (с участием Tinashe и Chance the Rapper)    | 2015 | 5  | 3  | 25 | 15 | 2  | - BPI: Platinum - ARIA: 3× Platinum - RMNZ: 3× Platinum - RIAA: Gold | TBA              |
| «Money on Me» (с участием Anderson Paak)                     | 2016 | —  | —  | —  | —  | —  |                                                                      | «Money On Me»    |
| «Cruel» (с участием Zayn)                                    | 2016 | 33 | 34 | 74 | 55 | 31 | - BPI: Silver - ARIA: Gold                                           | TBA              |
| «Burn Break Crash» (с участием Aanysa)                       | 2016 | —  | —  | —  | —  | —  |                                                                      | TBA              |
| «Don’t Leave» (с участием MØ)                                | 2017 | 27 | 11 | —  | 23 | 16 | - BPI: Silver - ARIA: 2× Platinum - RMNZ: Gold                       | TBA              |
| «Right Now» (с участием ELHAE, D.R.A.M. и H.E.R.)            | 2017 | —  | —  | —  | —  | —  |                                                                      | TBA              |
| «Either Way» (с участием Anne-Marie и Joey Badass)           | 2017 | 47 | 64 | —  | —  | —  |                                                                      | TBA              |
| «-» denotes a single that did not chart or was not released. |      |    |    |    |    |    |                                                                      |                  |